# 肩衣

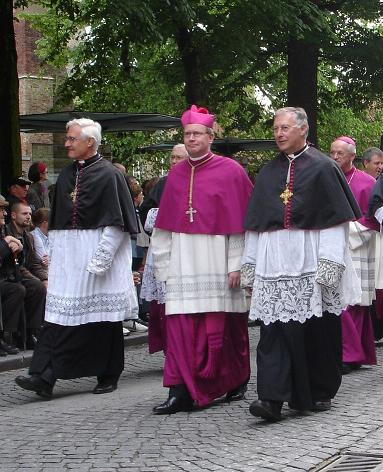
一位着紫色肩衣的主教和数位着红边黑色肩衣的咏礼司铎

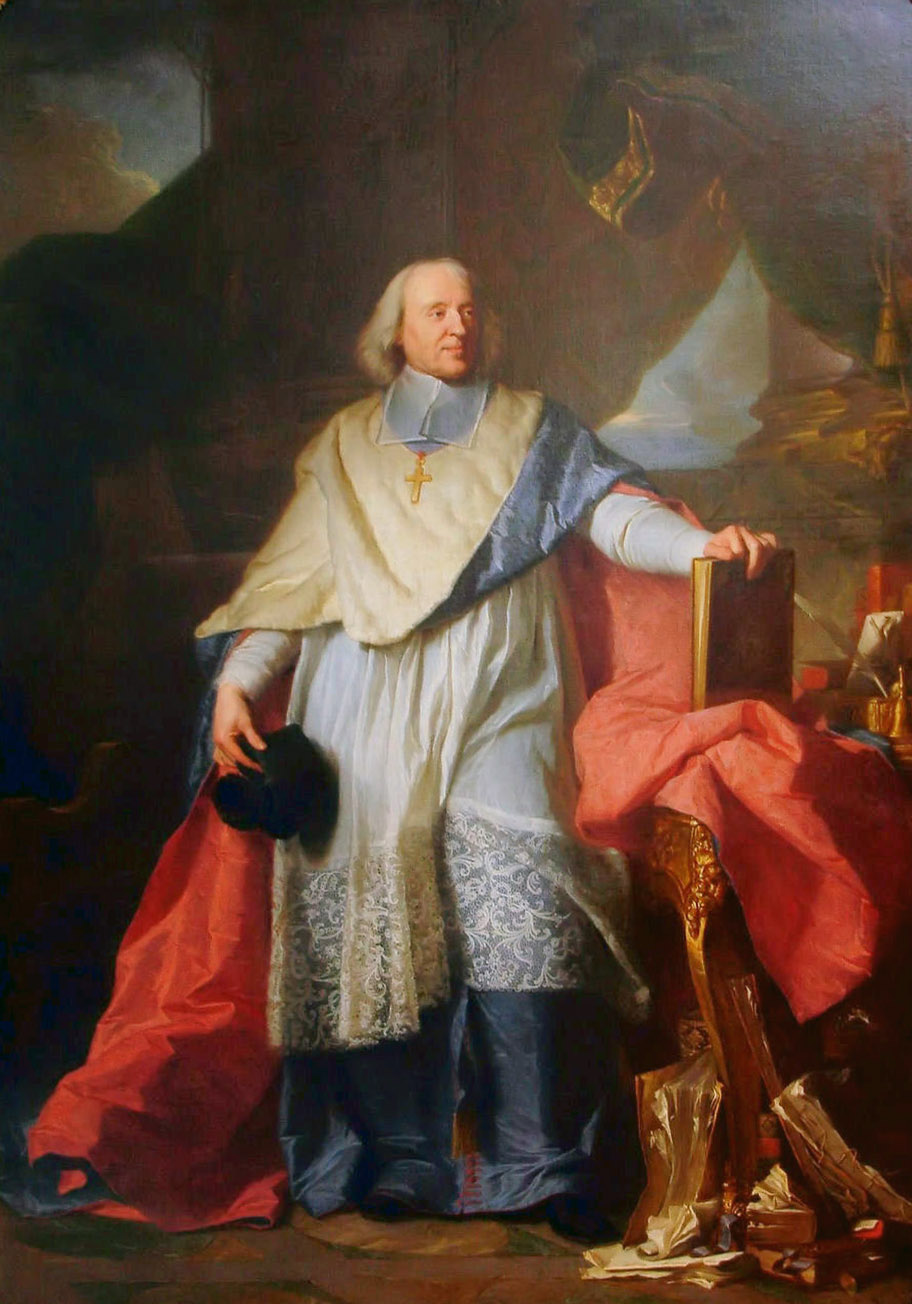
17世纪蓝色肩衣

肩衣(mozzetta)是一件盖住肩膀的短肘披肩，在胸前有纽扣。它是圣职服饰(choir dress)的一部分，由天主教会圣职人员(clergy)如教宗、枢机、主教、修道院长(abbot)、詠禱司鐸(canon)以及宗教高层人员穿着。枢机和主教的肩衣后面过去带有小风帽，但后来被教宗保禄六世废止了；然而，特定的咏礼司铎和修道院长以及教宗的肩衣后面仍然带小风帽。

## 颜色
肩衣经常与长袍(cassock)以及有时与其他祭服搭配穿着，其颜色代表了穿着者的位阶。枢机穿猩红色肩衣，而主教及那些具有同等管辖权的（如自治会院区院牧(territorial abbot),自治监督区教长(territorial prelate)，本人不是主教情况下的宗座代牧区代表(vicars apostolic)）穿紫色肩衣。宗座圣殿主管(rector)以及一些咏礼司铎穿有带红色圆滚边(piping)和纽扣的黑色肩衣。因为他们很少穿着长袍(cassock)上街，所以大多数其他在俗司铎(secular priest)现在并不穿肩衣。一些修会(religious order)有作为它们修会会衣(religious habit)一部分的肩衣：如圣母无玷始胎清规咏经团(Canons Regular of the Immaculate Conception)以及拉特朗咏经团(Lateran Canons)都穿黑色肩衣。

## 教宗肩衣

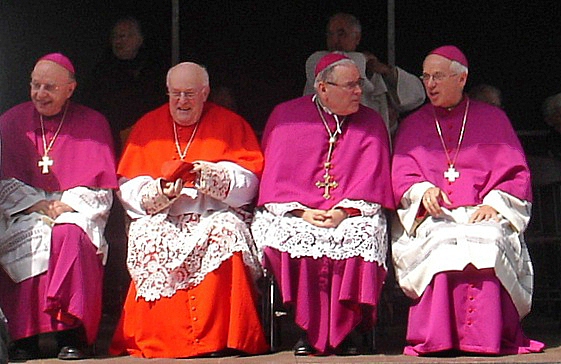
穿紫色肩衣的主教围坐在穿猩红色肩衣的枢机周围

教宗有三套肩衣：夏肩衣——红色绸子制作；冬肩衣——红色天鹅绒镶白貂皮毛边；复活节肩衣(Paschal mozzetta)——白色锦缎(damask)丝镶白色毛边。复活节肩衣仅在复活期(Eastertide)穿着。
冬肩衣以及复活节肩衣在教宗若望·保禄二世（1978-2005）在位时被废弃，但它们又被教宗本笃十六世重新采用。教宗拜靠近西班牙台阶(Spanish Steps)的受福童贞玛利亚像传统上标志着罗马冬季开始，本笃十六世在该活动期间一直穿着冬肩衣，此后他在整个冬季的各种适宜穿着它的场合都穿着它。复活节肩衣是在2008年复活节八日庆期(Octave of Easter)中重新登场的。在罗马夏季逼人的酷热下，这一冬夏服装的变化是非常实际的。

## 短披肩
短披肩(shoulder cape)比肩衣短，胸部没有纽扣。它通常被视作管辖权或权威的象征。它被教宗以及大部分教长(prelate)(枢机和主教)穿在(cassock)外面。在有些国家，辅祭(altar servers)在进行宗教活动时会将短披肩穿在他们的小白衣(cotta或称surplice)外面。

## 图集

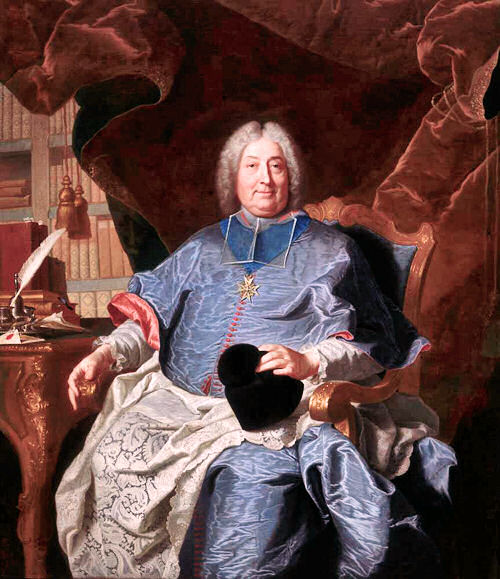
蓝绸肩衣
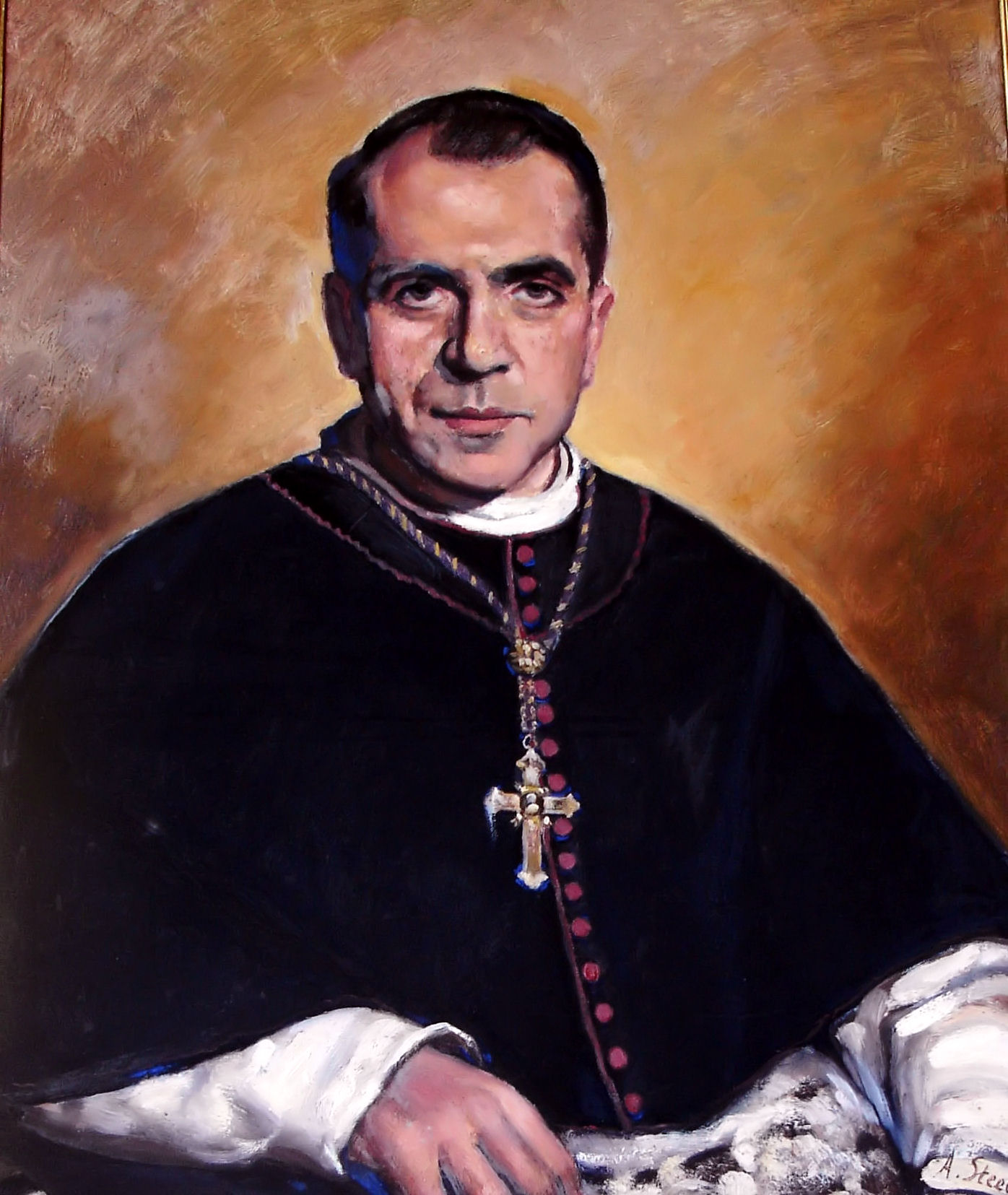
上司(Religious Superior),佛兰德
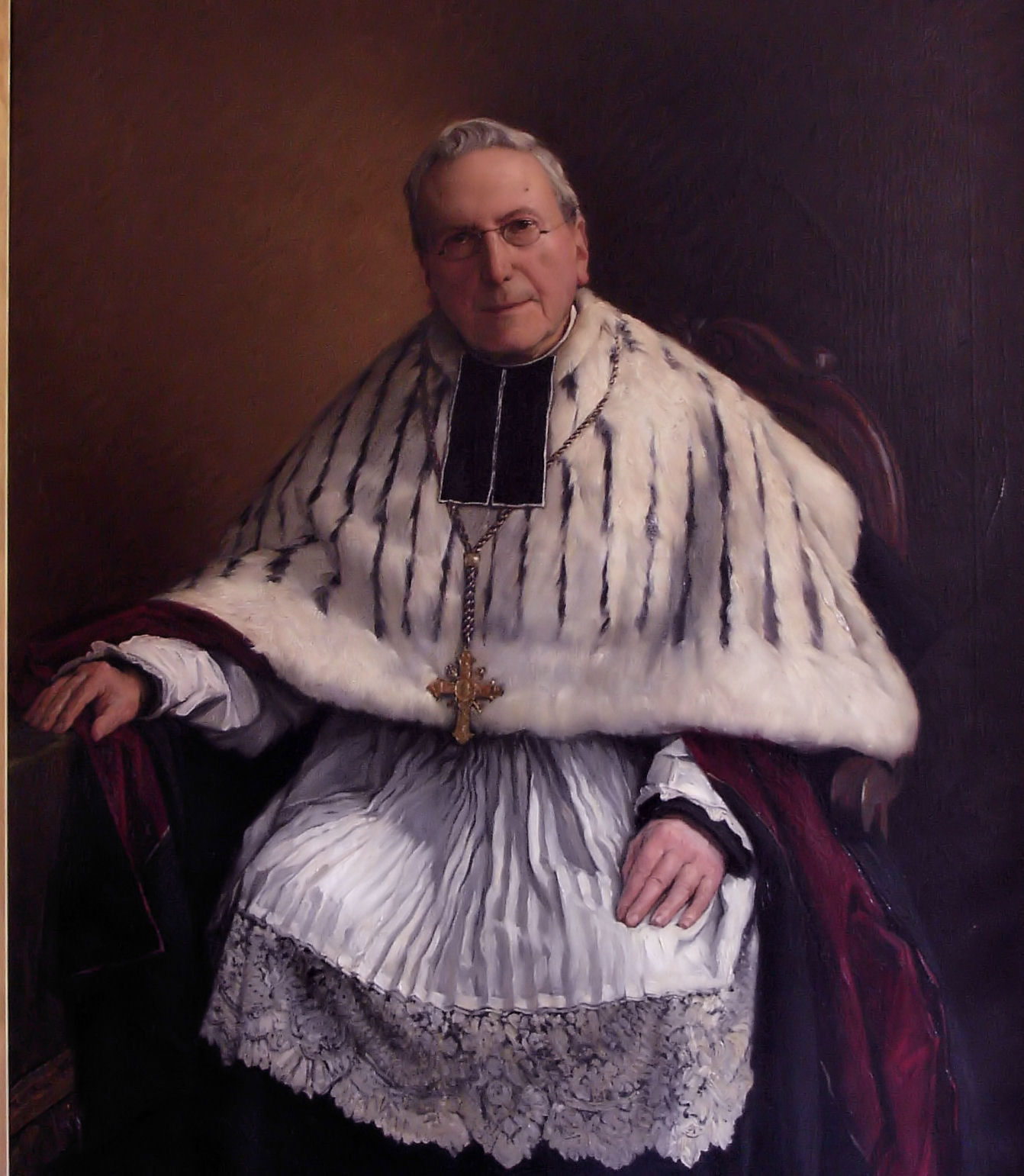
着肩衣的教会法学家,佛兰德，19世纪
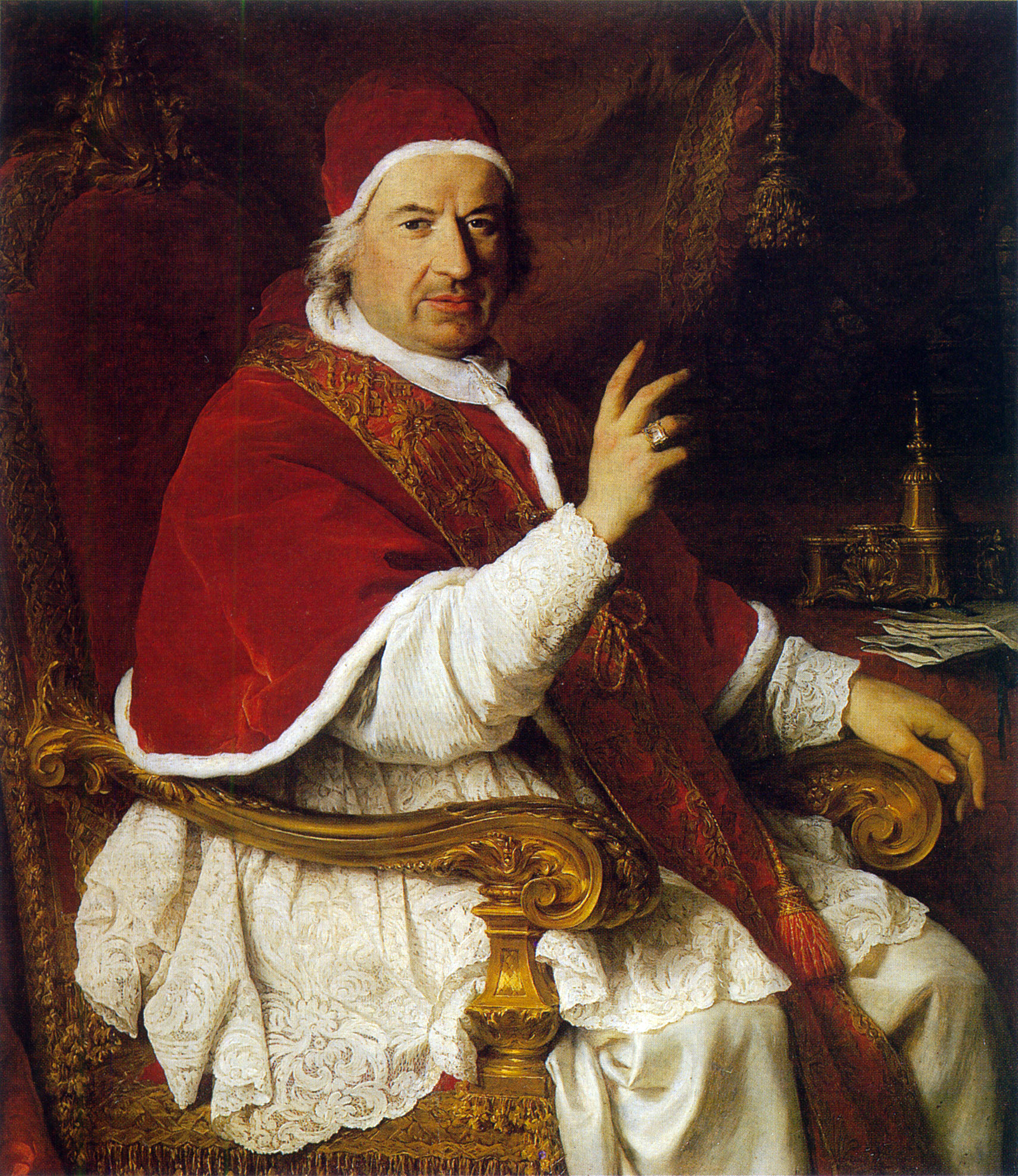
教宗本笃十四世，着冬肩衣
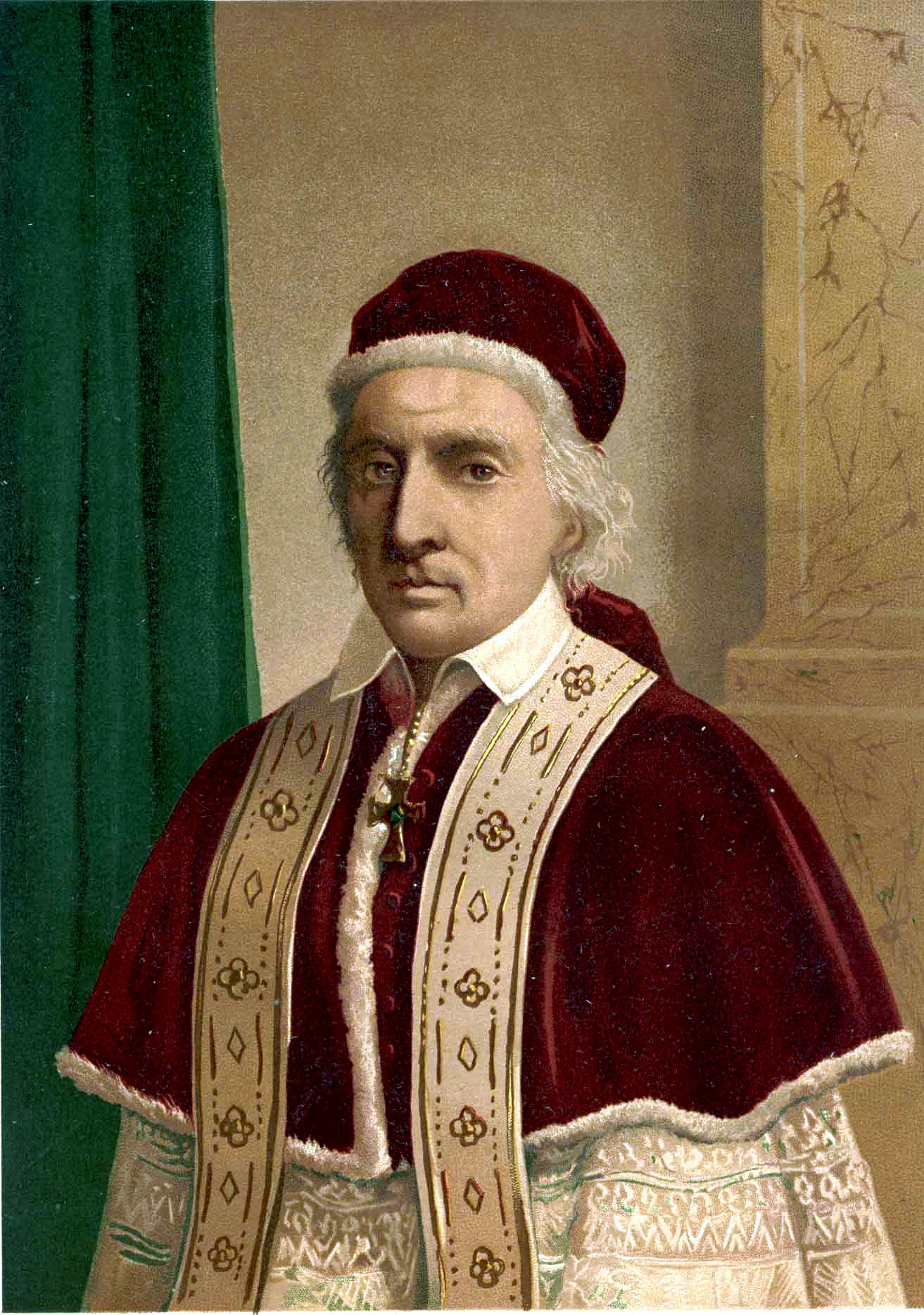
教宗克勉十二世，着冬肩衣
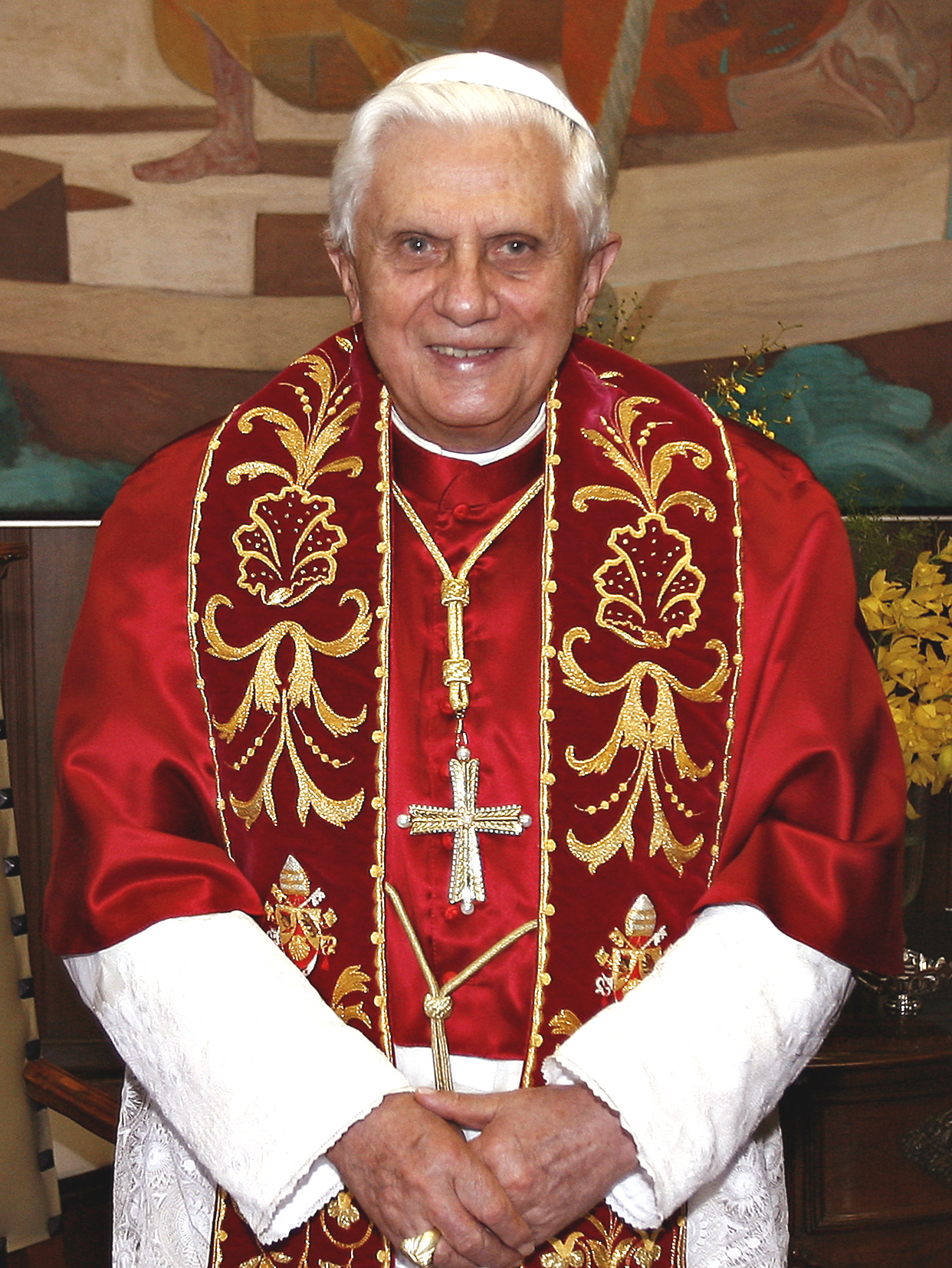
教宗本笃十六世，着夏肩衣
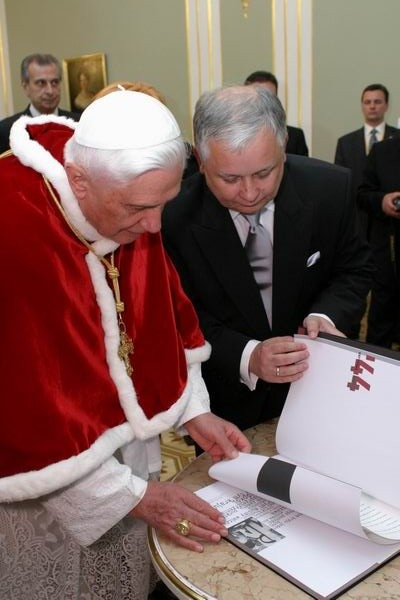
教宗本笃十六世，着冬肩衣